# アームストロング (お笑いコンビ)
アームストロングは、かつて吉本興業（東京吉本）にて活動していた日本のお笑いコンビ。東京NSC6期生。略称はアーム、アームちゃん。
以前のコンビ名は「シベリアンハスキー」だったが、同郷のワッキー（ペナルティ）の命名によってこのコンビ名になった。
2014年4月13日のライブを最後にコンビを解散した。

## メンバー
栗山 直人（くりやま なおと、1981年8月4日 - ） - ボケ（たまにツッコミ）担当
北海道旭川市出身。立ち位置は右。身長170cm、体重70kg。O型。
解散後はタレント・パチスロライター「くり」として活動。
安村 昇剛（やすむら しょうごう、1982年3月15日 - ） - ツッコミ（たまにボケ）担当
北海道旭川市出身。旭川実業高等学校出身。立ち位置は左。身長177cm、体重90kg。B型。
解散後はピン芸人「とにかく明るい安村」として活動。

## 概要
- 幼稚園からの幼馴染であり、中学生の頃から芸人になろうと約束していた。
- 北海道に吉本興業札幌事務所があったにもかかわらず、実際に見に行ってみると小さかったという理由で東京のNSCへ入学。
- ラッキィ池田と吉本の芸人にて構成された“ヤンキースタイル”のパフォーマンスグループ「元祖一発屋」のメンバーだった。
- 47組による47都道府県対抗で行われた『オロナミンCキモチスイッチCMバトル2007』で、宮城県代表として優勝した。この大会で優勝賞金200万円と担当ブロックCM放送、東京ドーム巨大看板出演権を獲得（野球のシーズンオフ中）。
- NSC卒業後、1年目から3年間くらいまで東京NSC6期生同士で「ロッキー」というライブを行っており、2009年10月16日に復活した。ロシアンモンキー、ピクニック（当時はコンビ「トップスピン」として）、けんじる（当時はトリオ「ちぎり」として）と共にコンビネタやユニットコントなどを披露していた。
- 即興のアテレコ（トータルテンボスのおとぼけ学園）など非常に評価が高い。
- TERU（GLAY）に気に入られており、2010年5月に行われたTERUの誕生会にて、誕生日プレゼントとしてネタを披露した。
- 2010年10月、NHK新人演芸大賞の演芸部門で東京吉本では初めての大賞を獲得した。
- M-1グランプリ2010終了後のよしもとオンラインで、黒瀬純（パンクブーブー）は「自分たちじゃなければ敗者復活はアームがいっていた。もし来年もM-1があったら、アームとロシアンモンキーは決勝に行っていたと思う」とコメントしている。
- トータルテンボスら先輩芸人に「クリとヤス」と呼ぶ時の発音を変えていじられていた。
- ∞ホールにてブロードキャスト!!のシチサンLIVEで「愛コンタクト」という曲を披露した。
- 解散後、栗山は吉本を退社し「くり」の芸名でパチンコ・パチスロ番組を中心に活動。安村は「とにかく明るい安村」としてピンで活動している。

## 芸風
- コントと漫才の両方を行っていた。
- ネタは基本的には大きくボケ・ツッコミと分けたものでなく、ネタの流れで自然に入れ替わりするコンビ。ただし漫才では栗山がボケ、安村がツッコミを担当することが多い。
- 漫才では栗山がツッコミとして安村をグー、強烈な平手打ち、地獄突きでツッコミ続けたり、逆に優しく撫で回したりしたりするものがある。
- コントは独特のゆるい雰囲気を持ったものが多い。
- 同じネタでもセリフが変化していることが多く、客を飽きさせない。
- 定番のボケに、栗山が誰かに喧嘩を売ろうとすると安村が引き止めて「ちょっとやめなよ、この子本当に怖いんだから。この子 - なんだからね」と怖がらせる様なことを言ったり（実際は「弟がヤクザの事務所にピザを届けに行ったことがある」など全く怖くない）、2人がもみ合いになり栗山が安村の胸ぐらを掴むと安村の服の下の腹が出て「太ってんだからやめろよ」というものがある。

## 賞レース成績

### Mｰ1グランプリ
| 年度             | 結果         | エントリー No. | 会場                  | 日程     | 備考           |
| ---------------- | ------------ | -------------- | --------------------- | -------- | -------------- |
| 2004年（第4回）  | 3回戦進出    |                | ルミネtheよしもと     | 11月21日 |                |
| 2005年（第5回）  | 3回戦進出    |                | ルミネtheよしもと     | 11月19日 |                |
| 2006年（第6回）  | 2回戦進出    |                | ラフォーレ原宿        | 11月3日  |                |
| 2007年（第7回）  | 準決勝進出   |                | ルミネtheよしもと     | 12月8日  |                |
| 2008年（第8回）  | 3回戦進出    |                | ルミネtheよしもと     | 11月15日 |                |
| 2009年（第9回）  | 準決勝進出   |                | よみうりホール        | 12月6日  |                |
| 2010年（第10回） | 準々決勝進出 |                | メルパルクホールTOKYO | 12月3日  | 敗者復活戦出場 |

## 受賞歴
- キモチスイッチCMバトル優勝（2007年）
- 第25回NHK新人演芸大賞演芸部門大賞（2010年）

## 主な出演

### テレビ
- 爆笑オンエアバトル（NHK総合）戦績6勝2敗 最高521KB
  - 第11回チャンピオン大会 - ファイナル10位
  - 第12回チャンピオン大会 - ファーストステージ3位敗退
- オンバト+（NHK総合）戦績8勝0敗 最高513KB
  - 第1回チャンピオン大会 ファーストステージ5位敗退
- 10カラット（TBSテレビ）
- おはスタ（テレビ東京） - OHAファクトリー
- ゲンセキ（TBSテレビ、2005年4月6日）
- ゼベック・オンライン（TOKYO MX、2005年1月17日）
- 爆笑レッドカーペット（フジテレビ） - キャッチコピーは「豪腕炸裂」
- お笑いDynamite!（TBSテレビ） - キャッチコピーは「ツッコミ警報発令中!」
- 新春ピンクカーペット（フジテレビ） - キャッチコピーは「豪腕炸裂」
- あらびき団（TBSテレビ）
- みちのくインパルス（秋田テレビ）
- アパッチナイトフジ（フジテレビ、2007年3月30日）
- フジケン（EXエンタテイメント）
- 本番で〜す!（テレビ東京、2008年2月9日）
- なべあちっ!（フジテレビ、2008年11月25日）
- ザ・イロモネア（TBSテレビ） - 『ゴールドラッシュ』に出演、イロモネア出場権獲得。
- 億万笑者!〜S-1バトルへの道〜（日本テレビ、2009年4月21日） - 栗山のみ。
- お願い!ランキング（テレビ朝日、2009年11月21日）
- エンタの神様（日本テレビ） - キャッチコピーは「強がりの空砲」
- オリエンタルラジオのマンガの日（ヤフー、2009年8月14日）
- U・LA・LA@7（TOKYO MX、2010年4月6日） - 『よしもとうららちゃん』に出演。
- 麒麟の部屋（毎日放送、2010年10月12日）
- U型テレビ（北海道文化放送、2011年4月-） - 『U型ランキング』金曜日リポーター
- 芸人報道（日本テレビ、2011年12月12日） - 栗山のみ。
- どっちがスキ de SHOW（パチンコ★パチスロTV!、2012年7月1日・9月28日・2013年10月-2014年4月） - 栗山のみ
- 漁師めし（北海道テレビ放送、2012年10月4日-）
- 他インターネット配信の「シチサンLIVE」隔週火曜日レギュラー、「AGEAGE LIVE」、「よしもとオンライン」など

### ラジオ
- よしもと下克上 - 2010年5月のレギュラー

### 映画
- 椿山課長の七日間 - 若手ヤクザ役
- 69 sixty nine - 不良高校生役
- 喧嘩番長 劇場版〜全国制覇 - 滋賀県番長・西堀竜介役（栗山のみ。多忙のためスケジュールがとれず役を変更して出演）

### 劇場
- ルミネtheよしもと
- よしもとプリンスシアター
- ヨシモト∞ホール
- 神保町花月
- 浅草花月

## ライブ
- ロッキーセブン（東京NSC6期生）
- 渋谷ばちーんんんLive
- シチサンLIVE（隔週レギュラー、2010年5月から月曜担当から火曜に移行）
- ストロングナイン（共演：マキシマムパーパーサム、LLR、ジャングルポケット）
- AGE AGE LIVE
- 日本列島（共演：バッドボーイズ、カナリア）
- トークストロング
- ルミネtheよしもと(1)回目、(2)回目、(3)回目
- トータルテンボスのおとぼけ学園（レギュラー）
- ライセンス vol.ENJOY、鬼ノ居ヌ間二 vol.ENJOY
- 浅草花月への道
- Kings road〜キングオブコントへの道〜
- MAE AGE LIVE (MC)
- 週末よしもと　M-1グランプリツアー
- 週末よしもと
- よしもとプリンスシアター 1回目、2回目
- 史上最大のお笑いフェスタ LIVE STAND
- アベックホームラン（栗山のみ）

## DVD
- ことのは
- アームストロング単独LIVE 2009
- 爆笑レッドカーペット 克実より愛をこめて
- ヨシモト∞ホール 若手お笑いバトル vol.1
- ルミネtheよしもと 業界イチの青田買い special 2010
- ルミネtheよしもと 業界イチの青田買い 2008秋
- LICENSE vol.Zepp ENJOY!!
- LICENSE vol.Zepp ENJOY!!〜grow up 2009〜
- LICENSE vol.Zepp ENJOY!!〜the energy 2010〜

他、M-1バトル（敗者復活戦DVD）など

## 発売商品
- ヤマザキ ランチパック（カルボナーラと味わいたまご）
- 芸人ステッカー
- ハンドタオル
- キラキラステッカー
- シチサンロゴステッカー
- カワムラクン（写真）
- ナマーシャ（写真）
- 缶バッヂ（単独ライブ限定）
- 缶バッヂ（各劇場にて販売）
- 携帯ストラップ（単独ライブ限定）
- 携帯ストラップ（アベックホームラン限定・栗山のみ）
- タンクトップ（単独ライブ限定）
- パーカー（単独ライブ限定）
- カーディガン（単独ライブ限定）
- 抱き枕（単独ライブ限定）
- クリアファイル（ライセンスZEPP TOUR限定）
- マフラータオル（単独ライブ限定）
- ステッカー（ストロングナイン限定）
- Tシャツ（ストロングナイン限定）